# 六フッ化キセノン
六フッ化キセノン（ろくフッかキセノン、xenon hexafluoride）は、化学式が XeF6 と表されるキセノンの六フッ化物で、無色の結晶である。この化合物は、3種類あるキセノンのフッ化物のうちの1つである。（他2つは二フッ化キセノンと四フッ化キセノン）これらは全て標準温度で安定で、六フッ化キセノンはこれらの中で最も強力なフッ素化剤である。水に対して非常に敏感なため、痕跡量の水でさえ取り除かなければならない。
約300℃、6 MPa の下で二フッ化キセノンを加熱し続けることで得られる。

## 構造
六フッ化キセノンは、二フッ化キセノンや四フッ化キセノンのケースとは対照的に、構造を確定するのに数年を要した。気相では、六フッ化キセノンは6つのフッ素原子と1対のs軌道孤立電子対のために、VSEPR則で予測されたようにわずかにゆがんだ八面体構造であることが分かっている。ハイデルベルク大学の化学准教授コンラッド・セッペルト (Konrad Seppelt) は、「六フッ化キセノンは、分子中を移動する孤立電子対によってゆがんだ正八面体になっている、という説明が適当である。」と述べた。129Xe19F6 のNMRスペクトルは、この分子が固相で四量体の状態で存在していることを示している。

## 反応
XeF6 は、最終的に XeO3 まで加水分解される。
{\displaystyle {\ce {XeF6\ + H2O -> XeOF4\ + 2 HF}}}
{\displaystyle {\ce {XeOF4\ + H2O -> XeO2F2\ + 2 HF}}}
{\displaystyle {\ce {XeO2F2\ + H2O -> XeO3\ + 2 HF}}}
{\displaystyle {\ce {XeF6}}} は {\displaystyle {\ce {F^-}}} に対してはルイス酸として働く。
{\displaystyle {\ce {XeF6\ + F^- -> XeF7^-}}}
{\displaystyle {\ce {XeF7^-\ + F^- -> XeF8^{2-}}}}
XeF2 や XeF4 は {\displaystyle {\ce {XeF6}}} ほど安定した錯体を作らない。塩 {\displaystyle {\ce {Rb2XeF8}}} は、最も安定したキセノン化合物の1つである。この化合物は400℃にまで加熱しないと分解しないと報告されている。